# Paul Paray

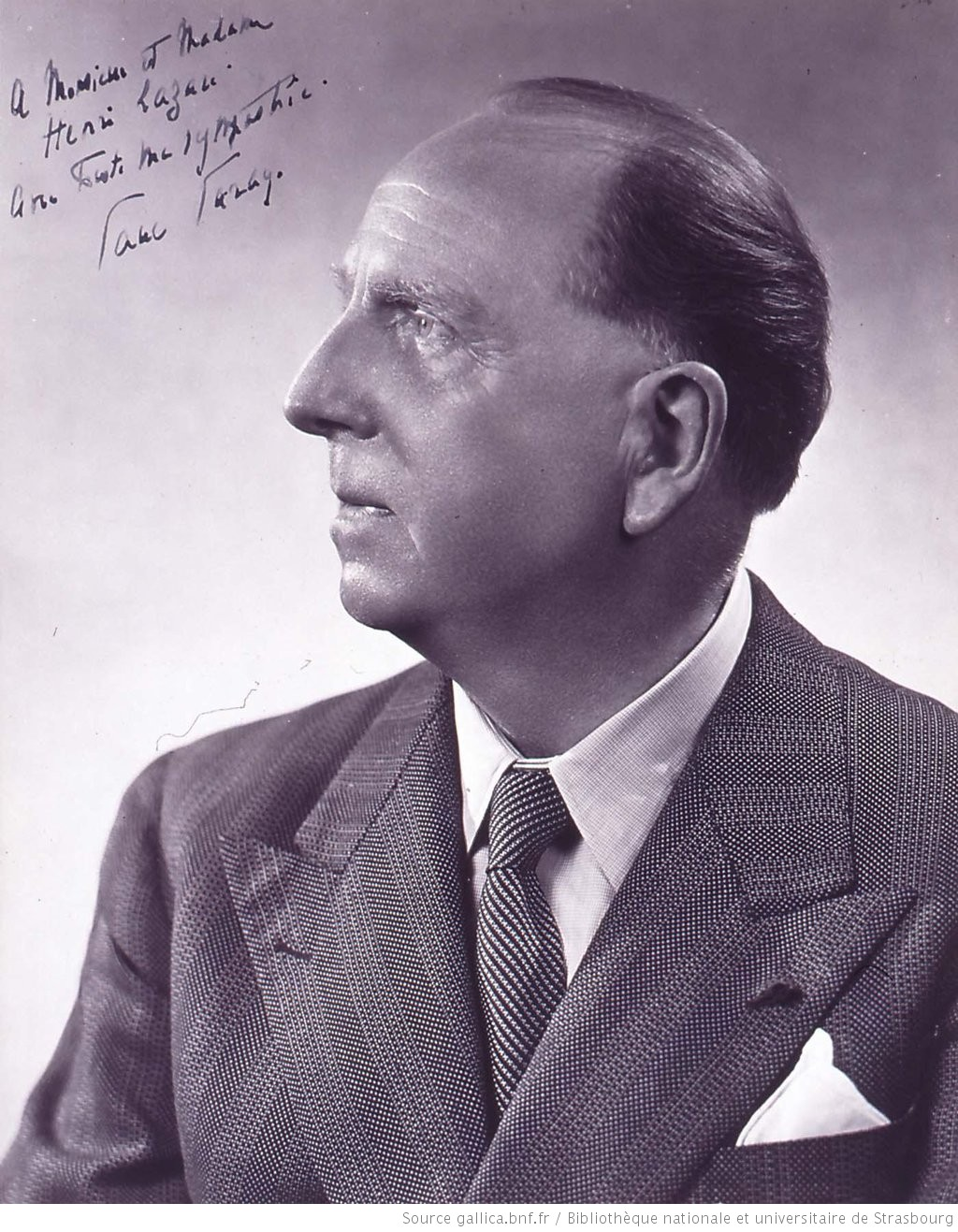
Paul Paray

Paul Marie Adolphe Charles Paray (Le Tréport, 24 mei 1886 – Monte Carlo, 10 oktober 1979) was een Franse dirigent, componist en organist. Hij was van 1951 tot 1962 chef-dirigent van het Detroit Symphony Orchestra.

## Biografie
Paul Paray werd geboren in Le Tréport in 1886. Zijn vader Auguste Paray was beeldhouwer en tevens organist van de plaatselijke Saint-Jacques kerk. Ook was hij de leider van een amateur-muziekgezelschap, waarin Paray jr. als slagwerker werd aangesteld. Paray studeerde muziek in Rouen bij   Adolphe Bourdon en Jules Haëlling. Als zestienjarige kende hij alle orgelwerken van Bach en de orgelsymfonieën van Widor uit het hoofd. Met zijn vriend Marcel Dupré verdiepte hij zich grondig in de muziek van Franck, Bruckner en Reger. Het leek erop dat hij een carrière als organist tegemoet ging, maar Henri Dallier die hem tijdens een verblijf in Le Tréport had leren kennen, zorgde ervoor dat hij een plaats kreeg op het conservatorium van Parijs. Om aan geld te komen speelde hij cello en piano in theaters en cabaret. Onder het pseudoniem Paul Apria schreef hij talloze liedmelodieën voor chansonniers.
In 1911 won Paray voor zijn cantate Yanitza de Prix de Rome en hiermee won hij een vierjarig verblijf in de Villa Medici aan de Académie de France te Rome. Bij zijn eerste poging deze prijs te winnen met de cantate Acis & Galatée in 1910 had hij de tweede prijs gekregen. Hij verbleef niet de volle vier jaar in Rome, want bij het uitbreken van de Eerste Wereldoorlog nam hij als vrijwilliger dienst in het leger. In 1915 werd hij krijgsgevangen gemaakt. Hij verbleef tot de wapenstilstand van 11 november 1918 in een kamp bij Darmstadt. In een eerder stadium kon hij al eerder als krijgsgevangene geruild worden, maar hij verleende een gewonde kameraad die gunst en bleef in het kamp. Daar componeerde hij onder meer een strijkkwartet, dat hij later bewerkte tot een symfonie, de Symphonie d’archets.
Na de oorlog werd Paray uitgenodigd het orkest van het Casino de Cauterets in Frankrijk te dirigeren. Vele leden van dat freelance casino-orkest speelden professioneel in het Orchestre Lamoureux. De ervaring in Cauterets was voor Paray een springplank voor een optreden bij het Orchestre de Paris. In 1922 componeerde Paray muziek voor een ballet van Ida Rubinstein: Artémis troublée. In 1931 componeerde hij een mis ter nagedachtenis van het feit dat 500 jaar daarvoor Jeanne d'Arc op de brandstapel stierf. De première van dat werk was in de kathedraal van Rouen. In 1934 volgde een eerste symfonie Le Tréport en tussen 1936 en 1939 een tweede. 
Paray stopte na de Tweede Wereldoorlog met componeren en werd een veelgevraagd dirigent. Voor de oorlog was hij al chef-dirigent bij het orkest van Monte Carlo (1928–1932) en directeur van de Concerts Colonne in Parijs(1932–1940). Zijn dirigeerdebuut in de Verenigde Staten was in 1939 bij de New York Philharmonic. Op voorspraak van Arturo Toscanini werd hem de post van tweede dirigent van het NBC Symphony Orchestra aangeboden, maar die sloeg hij af. In 1951 werd hij aangesteld als chef-dirigent van het symfonieorkest van Detroit. Met dit orkest nam hij voor het platenlabel Mercury (de ‘Living Presence’ serie) tussen 1956 en 1963 in totaal 33 LP’s met veelal Franse werken op. Na de beëindiging van zijn engagement in Detroit keerde Paray naar Frankrijk terug, maar hij bleef dirigent-emeritus van het orkest. Nationaal en internationaal dirigeerde hij als gastdirigent vele orkesten. In 1978, op 92-jarige leeftijd, dirigeerde hij voor het laatst een Amerikaans orkest, het orkest van het Curtis Institute of Music.
Paray wordt als dirigent vooral geassocieerd met het Franse repertoire, met name werken van Maurice Ravel, Florent Schmitt, Gabriel Pierné, Louis Aubert, Lili Boulanger, Pierre de Bréville, André Caplet, Jacques Ibert, Albert Roussel en Claude Delvincourt, maar zijn repertoire was veel uitgebreider. Hij dirigeerde ook veel muziek van Duits-Oostenrijkse, Russische en Amerikaanse componisten. 
Paray was sinds 1942 gehuwd met Yolande Falck. In 1950 werd hij gekozen tot lid van de Franse Académie des beaux-arts als opvolger van Henri Rabaud. In   1975 ontving hij de Nationale orde van het Legioen van Eer (Grand-Croix de la Légion d’honneur).

## Composities
Met orkest
- 1904: Pastorale de Noël voor solisten, koor en orkest
- 1909: Fantasie voor piano en orkest
- 1910: La promesse voor zangstem en orkest
- 1910: Humoresque voor viool en orkest
- 1910: Acis & Galatée, scène lyrique – 2de prijs Grand Prix de Rome
- 1911: Le plainte voor zangstem en orkest
- 1911: Le papillon voor zangstem en orkest
- 1911: Nuit tombante voor koor en orkest
- 1911: Soleils de Septembre voor koor en orkest
- 1911: L’aurore vermeille voor koor en orkest
- 1911: Yanitza, scène lyrique d’après une légende albanaise – Winnaar Grand Prix de Rome
- 1911/2: Artémis troublée, ballet van Léon Bakst voor Ida Rubinstein
- 1912: Le champ de bataille voor zangstem en orkest
- 1912: Infidélité – La dernière feuille – Serment, drie liederen voor zangstem en orkest
- 1912: Vilanelle voor zangstem en orkest
- 1913: Chanson violette voor zangstem en orkest
- 1913: Le chevrier voor zangstem en orkest
- 1913: Il est d’étranges soirs voor zangstem en orkest
- 1913: Jeanne d’Arc, oratorium voor mezzosopraan, tenor, bas, koor en orkest
- 1919: Symphonie d’archets voor strijkorkest (orkestratie van het strijkkwartet)
- 1920?: Nocturne voor kamerorkest
- 1921: Après l’orage – Adieux – Après le bal – Désir de mort, vier liederen naar Jean Lahor voor zangstem en orkest
- 1930/1: Messe du cinquième centenaire de la mort de Jeanne d'Arc voor sopraan, alt, tenor, bas, koor en orkest
- 1934: Symfonie nr.1
- 1936/9: Symfonie nr.2 '‘Le Tréport’

Overige composities
- Kamermuziek, waaronder een strijkkwartet (1919); een pianotrio (1905); sonates voor cello en piano (1919) en voor viool en piano (1908)
- Solopianowerken, waaronder Impressions (1912); Reflets romantiques (1912); Valse sur un thème de Franz Schubert (1911); Thème et variations (1913)
- Liederen voor zangstem en piano

## Opnamen
Een aanzienlijk gedeelte van Paray’s muziek is, op initiatief van Eduard Perrone, opgenomen. Verschillende CD’s van deze composities zijn op het label Grotto verschenen. Het Assumption Grotto Orchestra (een samenwerking van freelance musici en leden van het Detroit Symphony Orchestra) verzorgt de orkestrale bijdrage op het merendeel van de opnames. 